# Guillaume Ier de Joigny
Guillaume Ier de Joigny (né vers 1160, † le 15 février 1220) est comte de Joigny, en Champagne. Il est le fils de Renard IV de Joigny, Comte de Joigny, et d'Adélaïde de Nevers (fille de Guillaume III, comte de Nevers, et d'Ide de Sponheim-Carinthie).

## Biographie
Vers 1179, à la mort de son père Renard IV, il devient comte de Joigny.
En 1190, il participe à la troisième Croisade en compagnie du roi de France Philippe Auguste et du comte de Champagne Henri II.
Entre 1186 et 1200, il a des différends avec son beau-frère Pierre II de Courtenay (Guillaume avait épousé Alix de Courtenay) à propos de sa terre de la Ferté-Loupière : le père de Guillaume, Renard IV, avait acquis de plusieurs façons — par engagement, ou directement, ou en suzeraineté — La Ferté-Loupière sur Etienne de Sancerre, et disait la tenir directement du comte de Champagne ; alors que Pierre de Courtenay, on ne sait à quel titre, soutenait que Guillaume de Joigny la tenait de lui), différends qui nécessiteront un arbitrage extérieur (, et Félicien Thierry : Documents pour la Statistique de l'Yonne, 1857, p. 228) ; mais la comtesse-régente de Champagne Marie soutient alors Guillaume contre Pierre, qui doit céder.
En 1204, il sert avec son frère Gaucher sous le roi de France Philippe-Auguste lors du siège de Rouen et est un des seigneurs qui garantissent la capitulation du roi d'Angleterre Jean sans Terre le 1er juin 1204.
En 1209, il donne des terres à des moines de l’ordre de Grandmont afin qu'ils fondent le prieuré de l'Enfourchure à Dixmont.
En 1212, il concourt avec les plus grands seigneurs champenois à l'ordonnance de Champagne de 1212 sur le règlement de succession des fiefs et sur les duels.
En 1216, il assiste en tant que pair du royaume au jugement de Philippe Auguste entre Blanche de Navarre, comtesse de Champagne, et Philippa de Champagne à propos de la succession du comté de Champagne.
Lors de la guerre de succession de Champagne qui suivit, il soutient la comtesse Blanche de Navarre et son fils Thibaut IV de Champagne.
À sa mort, il fut inhumé dans Église Saint-Jean de Joigny (tombeau traditionnel de sa famille), dans un tombeau qui existe toujours. Mais dans une charte de 1179, lorsqu'il reçut la couronne comtale, Guillaume de Joigny déclare qu'il désigne l'église de l'abbaye Notre-Dame de Dilo comme lieu de sépulture (et où sa mère était déjà enterrée dans un magnifique tombeau gothique). Les moines de Dilo ont vivement protesté, et en 1224, le corps de Guillaume de Joigny est déplacé à l'abbaye de prémontrés de Dilo sous un magnifique mausolée aujourd'hui disparu.
Son épitaphe vante son caractère chevaleresque, sa noblesse, sa sagesse, sa beauté qui rappelait celle de Pàris, sa valeur comparable à celle d'Hector, sa prudence égale à celle d'Ulysse (Flos hic milites, laudis decus, archa sophioe, forma refert Paridem, manus Uçctom, sensus Ulyssem).

## Mariage et enfants
Vers 1178, il épouse Alix de Courtenay, fille de Pierre de France (fils du roi de France Louis VI le Gros), seigneur de Courtenay, et d'Élisabeth de Courtenay, dont il a deux enfants connus :
- Gui de Joigny, mort jeune[6] ;
- Pierre Ier de Joigny, qui succède à son père. Il épouse Élisabeth (nom de famille inconnu), qui est décédée avant le 31 mars 1222. Il meurt sans postérité connue en avril 1222.

En 1186, il divorce d'avec Alix de Courtenay pour cause de parenté.
Alors qu'Alix se remarie avec Aymar Taillefer, comte d'Angoulême, il épouse en secondes noces Béatrix de Sancerre.
Selon La Thaumassière (mais qui ne cite pas de source) elle serait la fille de Guillaume Ier, comte de Sancerre et d'Eustachie de Courtenay. Toutefois, au vu des données chronologiques, cette hypothèse est fortement contestable. Si elle peut, avec beaucoup de réserve, être considérée comme la fille de Guillaume Ier, les écarts d'âge étant très court ce qui suppose que son père l'eut très jeune, sa filiation maternelle est improbable. En effet, Alix serait née au plus tard en 1188 (ayant eu une fille Blanche vers 1204), or son père supposé Guillaume Ier, comte de Sancerre se marie une première fois en 1205 avec Denise de Déols, vers 1208 avec Marie de Charenton et seulement en 1211 avec Eustachie de Courtenay. Donc aucune de ces trois femmes ne peut être sa mère. Sauf à considérer qu'elle est issu d'un mariage antérieur ou d'une relation qui nous sont inconnus à ce jour de Guillaume Ier, comte de Sancerre.
Ladite Béatrix de Sancerre, selon l'étude généalogique et chronologique, serait plus raisonnablement la fille de Étienne Ier de Sancerre et de sa femme Béatrix (même prénom). Auquel cas elle serait née avant 1179 (date de décès de cette supposée mère), ce qui lui donnerait un âge en concordance avec son mari et compatible avec sa maternité, sans toutefois qu'aucun document l'atteste dans un sens ou l'autre. Dans ce cas, Guillaume Ier, comte de Sancerre, ne serait pas son père mais son frère la confusion pouvant être issue d'une erreur de traduction. Une seule certitude Eustachie de Courtenay ne peut pas être sa mère.
Quoi qu'il en soit, Guillaume Ier de Joingy eut avec Béatrix de Sancerre deux enfants connus avec certitude :
- Guillaume II de Joigny, qui succède à son frère ;
- Blanche de Joigny († après octobre 1252). Elle épouse Guillaume Ier de Chauvigny, dont elle a un enfant (Guillaume II de Chauvigny) puis, une fois veuve, elle épouse en secondes noces Guillaume II de Vierzon, dont elle a : Hervé/Guillaume (III) et Marie de Vierzon, qui serait la femme de Jean Ier de Sancerre.

## Sources
- Marie Henry d'Arbois de Jubainville, Histoire des Ducs et Comtes de Champagne, 1865.
- l'abbé Carlier, Notice sur les comtes de Joigny, 1862.
- Ambroise Challe, Histoire de la ville et du comté de Joigny, 1882